# Canada Place

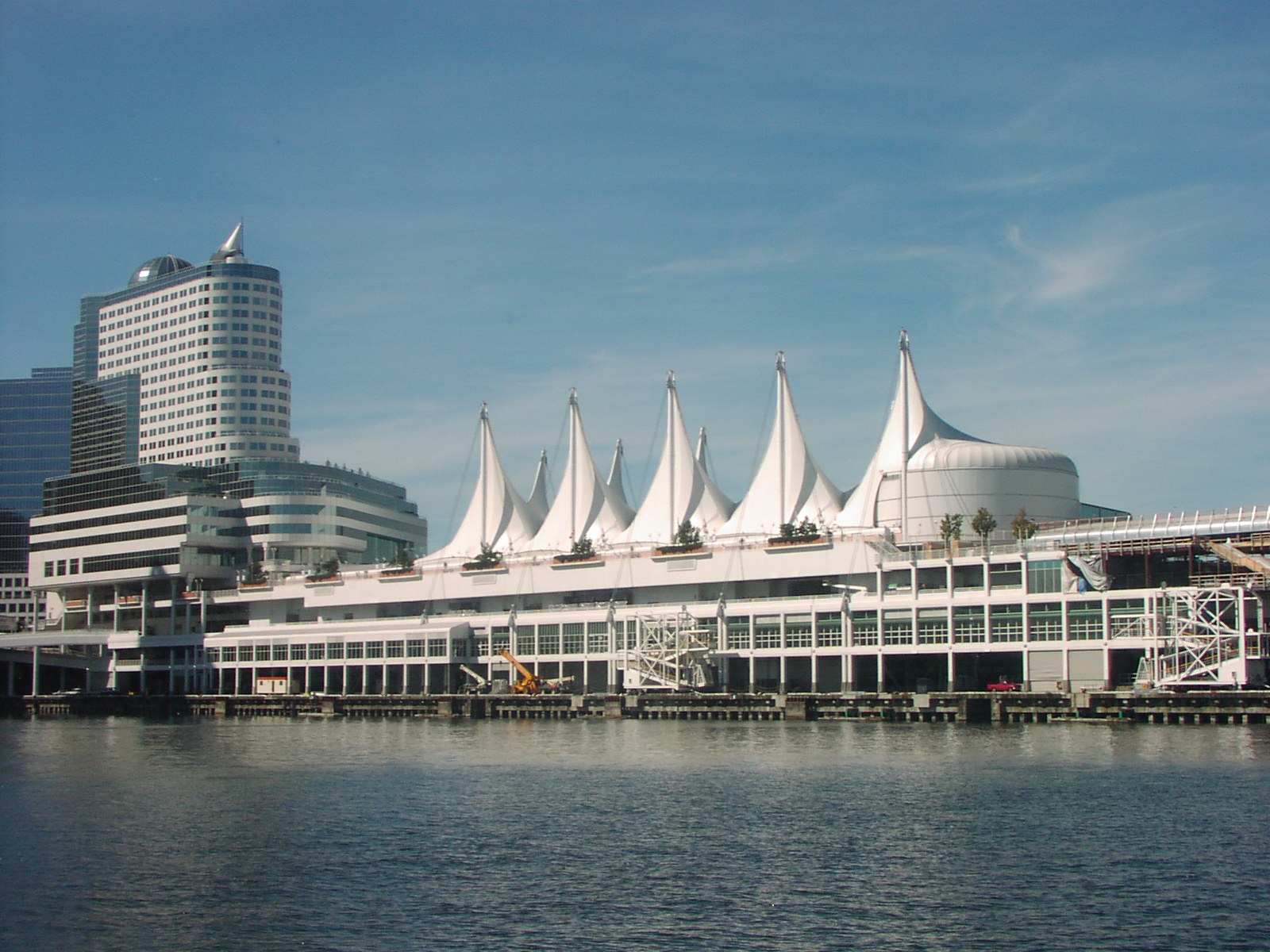
Canada Place

Canada Place is een gebouw aan de Burrard Inlet aan de waterzijde van Vancouver. De oostvleugel van het Vancouver Convention Centre, het Pan Pacific Hotel, Vancouver's World Trade Centre en 's werelds eerste IMAX-bioscoop zijn in het gebouw gevestigd. Het heeft ook de functie van cruiseschipterminal voor schepen naar Alaska. Door de witte zeilen is het een prominent gebouw in de skyline van Vancouver en wordt weleens vergeleken met het Sydney Opera House.
De bouw van het gebouw werd in 1983 gestart en was voltooid in 1985, vlak voor de Expo 86. Het was het enige paviljoen dat niet aan de False Creek gelegen was, men kon de andere paviljoenen bereiken door de Skytrain te nemen. In 2001 werd het gebouw geschikt gemaakt om cruiseschepen te kunnen ontvangen. Acht jaar later was de westvleugel van het Vancouver Convention Centre gereed, die recht tegenover het gebouw ligt. Samen dienden zij als internationaal media- en perscentrum voor de Olympische Winterspelen 2010.